# Rynna abrazyjna
Rynna abrazyjna - rynna w podłożu lub dnie rzecznym wyżłobiona na skutek erozji najczęściej rzecznej lub lodowcowej. Rynna powstaje w miejscu, w którym dno jest mniej odporne na działanie czynnika rzeźbotwórczego.